# Liste der neuseeländischen Literaturpreise
Zu den in Neuseeland vergebenen Literaturpreisen gehören:
- Adam Award für die besten Leistungen im Masterkurs der Victoria University of Wellington in kreativem Schreiben
- Artists to Antarctica
- Arts Foundation of New Zealand
- Auckland University Literary Fellowship
- A W Reed Award for Contribution to New Zealand Literature
- Bank of New Zealand Katherine Mansfield Short Story Awards (ersetzt durch die Meridian Energy Katherine Mansfield Memorial Fellowship)
- The Betty Gilderdale Award
- Nielsen BookData New Zealand Booksellers' Choice Award
- Buddle Findlay Sargeson Fellowship
- Bruce Mason Playwriting Award
- Copyright Licensing Limited Writer's Award
- Creative New Zealand Berlin Writers' Residency
- Creative New Zealand Michael King Writers' Fellowship
- Dan Davin Literary Award
- Department of Conservation Artists in Residence Programme
- Elsie Locke Award
- Embassy Theatre Trust Prize for Scriptwriting
- Esther Glen Award (Kinderbücher)
- Foxton Fellowship
- Gaelyn Gordon Award
- Glenn Schaeffer Prize in Modern Letters
- Goodman Fielder Wattie Book Award (nicht mehr vergeben)
- Jack Lasenby Award (Kinderbücher und Kinder als Autoren)
- Joy Cowley Award (Kinderbücher)
- LIANZA Young People’s Non-Fiction Award
- Lilian Ida Smith Award
- Meridian Energy Katherine Mansfield Memorial Fellowship (Artist-in-residence)
- Macmillan Brown Prize for Writers
- Margaret Mahy Medal and Lecture Award (Kinderbücher)
- Michael King Writers' Centre annual residency programme (vier Artists-in-residence)
- Maori Literature Awards
- Nestle Write Around New Zealand
- New Zealand Post Book Awards
- New Zealand Post Book Awards for Children and Young Adults
- Ngaio Marsh Award – Kriminalliteratur, seit 2010
- Prime Minister’s Awards for Literary Achievement
- Randell Cottage Writers' Residency
- Robert Burns Fellowship (Artist-in-Residence)
- Robert Lord Writers Cottage Residency
- Russell Clark Award (Kinderbuch-Illustrationen)
- Sir Julius Vogel Award für Science-Fiction und Fantasy
- Spectrum Print Book Design Award
- Storylines Children’s Literature Foundation of New Zealand Notable Books List
- Sunday Star Times Short Story Competition
- Te Kura Pounamu Award für Bücher in Māori
- Te Mata Estate New Zealand Poet Laureate
- Tom Fitzgibbon Award (Kinderbücher)
- Ursula Bethell Residency in Creative Writing
- Victoria University Writers' Fellow
- Waikato University Writer-in-Residence
- Whitcoulls Travcom Travel Books of the Year